# 덕산면 (제천시)
덕산면(德山面)은 대한민국 충청북도 제천시의 면이다.

## 개요
덕산면은 월악산 국립공원이 위치하여 산수가 수려하며, 광천, 성천이 면 중심부를 흐르고 있어 수원이 풍부하다. 토질이 비옥하여 약초, 고추, 양채 등 경제작물 위주의 영농소득이 높다.

## 행정 구역
- 도기리(道基里)
- 도전리(道田里)
- 선고리(仙古里)
- 성암리(城岩里)
- 수산리(壽山里)
- 신현리(新峴里)
- 월악리(月岳里)

## 교육
- 덕산초중학교
- 순복음총회신학교